# Microhoria obuncatus
Microhoria obuncatus là một loài bọ cánh cứng trong họ Anthicidae. Loài này được Normand miêu tả khoa học năm 1949.